# Созия Полия
Созия Полия (на латински: Sosia Polla; Sosiae Pollae) е знатна римлянка.

## Произход
Произлиза от римската фамилия Созии от Сицилия. Дъщеря е на Квинт Созий Сенецио (консул 99 г. и 107 г., 99 г. легат на Горна Мизия) и дъщерята на писателя Секст Юлий Фронтин (суфектконсул през 73, консул 98 и 100 г. и главен отговорник за акведуктите на Рим). Баща ѝ e приятел на по-късния император Адриан, на Плиний Млади и на Плутарх.

## Фамилия
Созия Полия се омъжва за влиятелния генерал и политик Квинт Помпей Фалкон, който e суфектконсул през 108 г. и 117 г. управител на Долна Мизия, след това при Адриан до 122 г. на Британия. Най-вероятно той започва със строенето на Адриановия вал. Тя ражда един син:
- Квинт Помпей Созий Приск (консул 149 г.); баща на
  - Квинт Помпей Сенецио Созий Приск (консул 169 г.), женен за Цейония Фабия; баща на
    - Квинт Помпей Созий Фалкон (консул 193 г.).